# Papuatörnkråka
Papuatörnkråka (Cracticus cassicus) är en fågel i familjen svalstarar inom ordningen tättingar.

## Utseende och läte
Papuatörnkråkan är en stor tätting i svart och vitt med en lång silverfärgad svartspetsad näbb. Den är svart på huvudet ner till bröstet, liksom på ryggen, på vingkanten och i ett ändband på stjärten. Resten av fjäderdräkten är vit. Arten liknar svartryggig törnkråka men är större och har svart istället för vitt på strupe och bröst. 

## Utbredning och systematik
Papuatörnkråka delas in i två underarter med följande utbredning:
- Cracticus cassicus cassicus – förekommer i lågland på Nya Guinea, i Västpapua och Aruöarna samt på öarna Yapen och Biak
- Cracticus cassicus hercules – förekommer på Trobriandöarna och D'Entrecasteaux-öarna

### Familjetillhörighet
Törnkråkorna i Cracticus, flöjtkråkan (Gymnorhina tibicen), kurrawongerna i Strepera samt de två arterna i Peltops placerades tidigare i den egna familjen Cracticidae. Dessa är dock nära släkt med svalstararna i Artamidae och förs allt oftare dit.

## Levnadssätt
Papuatörnkråkan hittas i ungskog och skogskanter i låglänta områden och förberg.

## Status
Arten har ett stort utbredningsområde och beståndet anses vara stabilt. Internationella naturvårdsunionen IUCN listar den därför som livskraftig (LC).